# 경기도 먹거리위원회
경기도 먹거리위원회는 경기도민의 먹거리 기본권 보장 정책의 협의와 실천을 위한 민관협치 기구로 2019년 1월 30일 출범하였다.
위원회는 경기도 먹거리보장 기본 조례에 따라 설치되었고, 경기도, 경기도교육청, 경기도의회 대표, 경기도시장군수 대표, 시민사회 대표 등으로 구성되어 있으며 경기도 지사, 경기도 교육감, 시민사회 대표가 공동위원장을 맡고 있다.
위원회는 먹거리보장 분과, 지역먹거리 분과, 식생활문화 분과, 시민협력 분과와 기획조정 분과 등 5개의 분과위원회와 전문위원회를 두고 경기도 먹거리 전략의 수립과 시행, 평가, 협력에 관한 사항을 협의한다.